# أبو الملايين (مسلسل)
أبو الملايين، مسلسل كوميدي سعودي / كويتي / إماراتي، كتبه خلف الحربي وأخرجه محمد دحام الشمري انتج وعرض عام 2013، من بطولة عبد الحسين عبد الرضا وناصر القصبي.

## قصة المسلسل
تدور الأحداث حول رجل الأعمال «صقر بو منقار» (عبد الحسين عبد الرضا) الذي يقوم بتحويل أمواله لأخوه من الأم بعد أن اقترح مدير أعماله «بليم» (حسن البلام) بعد أن راء طمع أبناءه به فيقوم بتحويل أمواله لشقيقه من والدته فقط هو الدكتور البيطري «وضاح النباط» (ناصر القصبي) الذي يسيطر عليه عمه «بطي» (محمد الطويان) وابنته زوجة وضاح «شيخة» (ريماس منصور) الذي تكشف انه في رصيده «500 مليون درهم إماراتي» بالصدفة وحينها يتدخل العم ويجبر «وضاح» على تنفيذ بعض المشاريع الذي تكون نهايتها الفشل بمساعدة شقيقه «صقر» يتزوج «وضاح» بالسر من شقيقة زوجة مساعده في الطبيب «علي» (أحمد العونان) «المحامية غادة» (أمل العوضي) وذلك بالسر وذلك بعد فترة من التجاهل لزوجته «شيخة» يعجب شقيقه «صقر» ويتزوج من والدتها «سمر» (ميس كمر) تسيطر «غادة» على أموال «وضاح» فيقرر «صقر» طلب المساعدة من «بليم» الذي يقوم بسرقة أموالهما ويهرب بينما يندم «وضاح» ويطلق «غادة» ويقرر العودة إلى زوجته «شيخة» لكنها ترفض ذلك ثم يقوم بطلب السماح من شقيقه «صقر» الذي عمل بمحل كباب مع زوجته «سمر» بخسرته أملاكه فيقرر تشغيل «وضاح» بالمطعم وبنهاية المسلسل يتم القبض عليهما بتهمة التزوير وغسيل الأموال.

## فريق الممثلين
- عبد الحسين عبد الرضا.
- ناصر القصبي.
- حسن البلام.
- ميس كمر.
- علي التميمي.
- محمد الطويان.
- ريماس منصور.
- أحمد السلمان.
- بلال عبد الله.
- أمل العوضي.
- سعيد سالم.
- أحمد العونان.
- وجنات الرهبيني.
- صوفيا جواد.
- محمد صفر.
- عبد المحسن القفاص.
- شجون الهاجري.
- عبد الله زيد.